# Amblypneustes
Amblypneustes is een geslacht van zee-egels uit de familie Temnopleuridae.

## Soorten
- Amblypneustes corrali Lambert & Roig, 1949 †
- Amblypneustes elevatus (Hutton, 1872)
- Amblypneustes formosus Valenciennes, 1846
- Amblypneustes grandis H.L. Clark, 1912
- Amblypneustes leucoglobus Döderlein, 1914
- Amblypneustes ovum (Lamarck, 1816)
- Amblypneustes pallidus (Lamarck, 1816)
- Amblypneustes pulchellus (H.L. Clark, 1928)